# 新大嶼山巴士37線

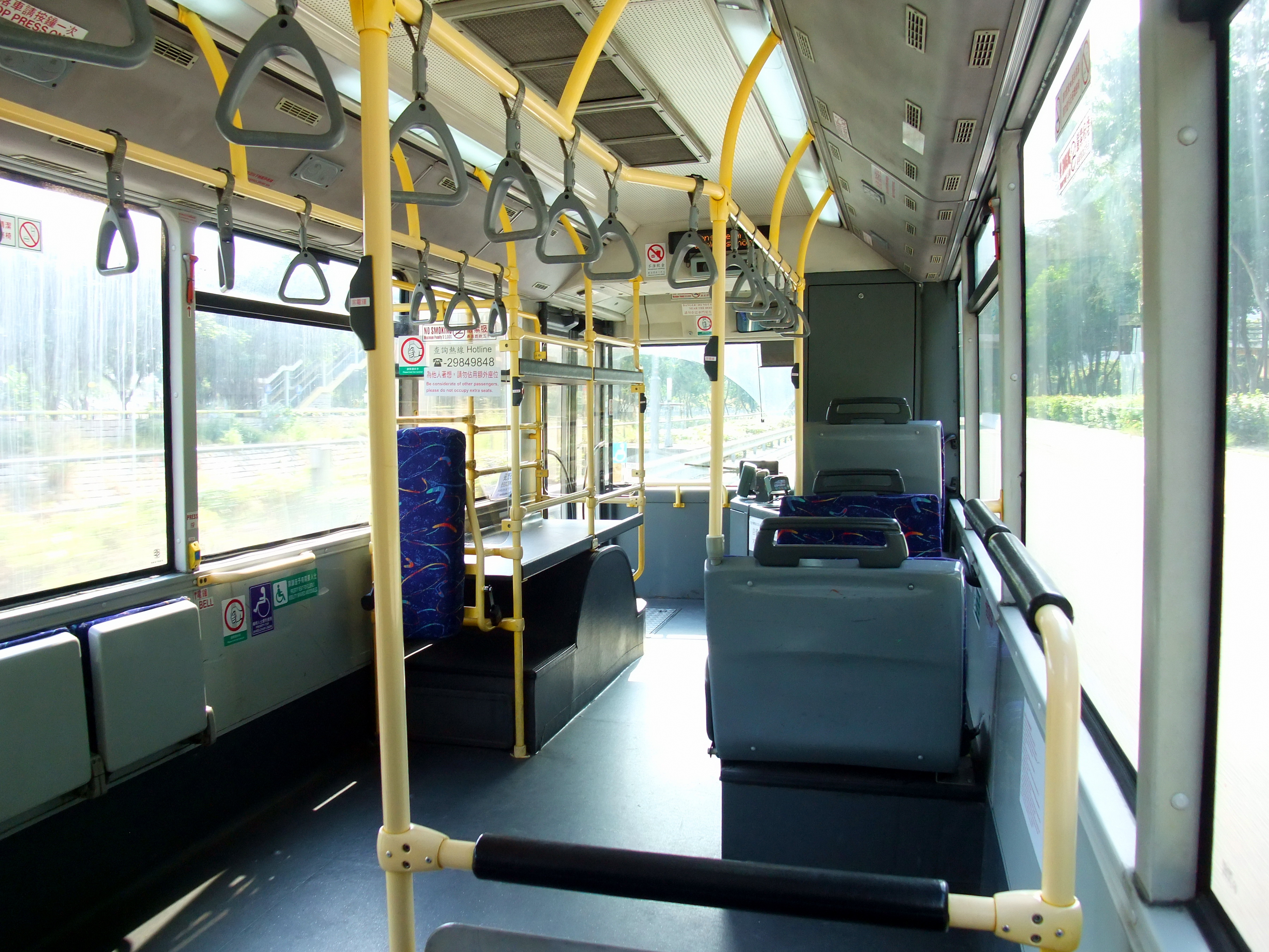
新大嶼山巴士37線車廂佈局以企位為主。

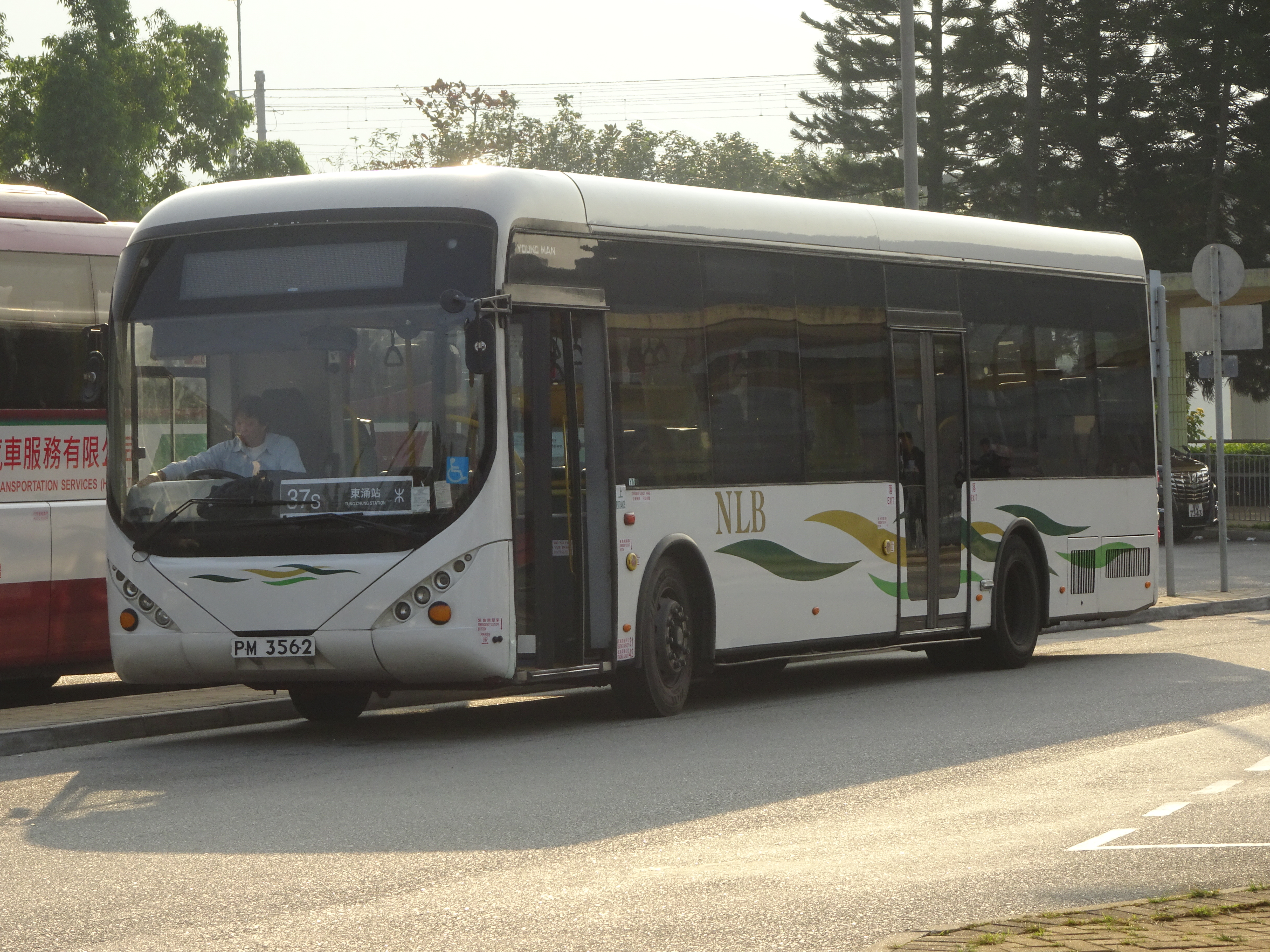
新大嶼山巴士37S線

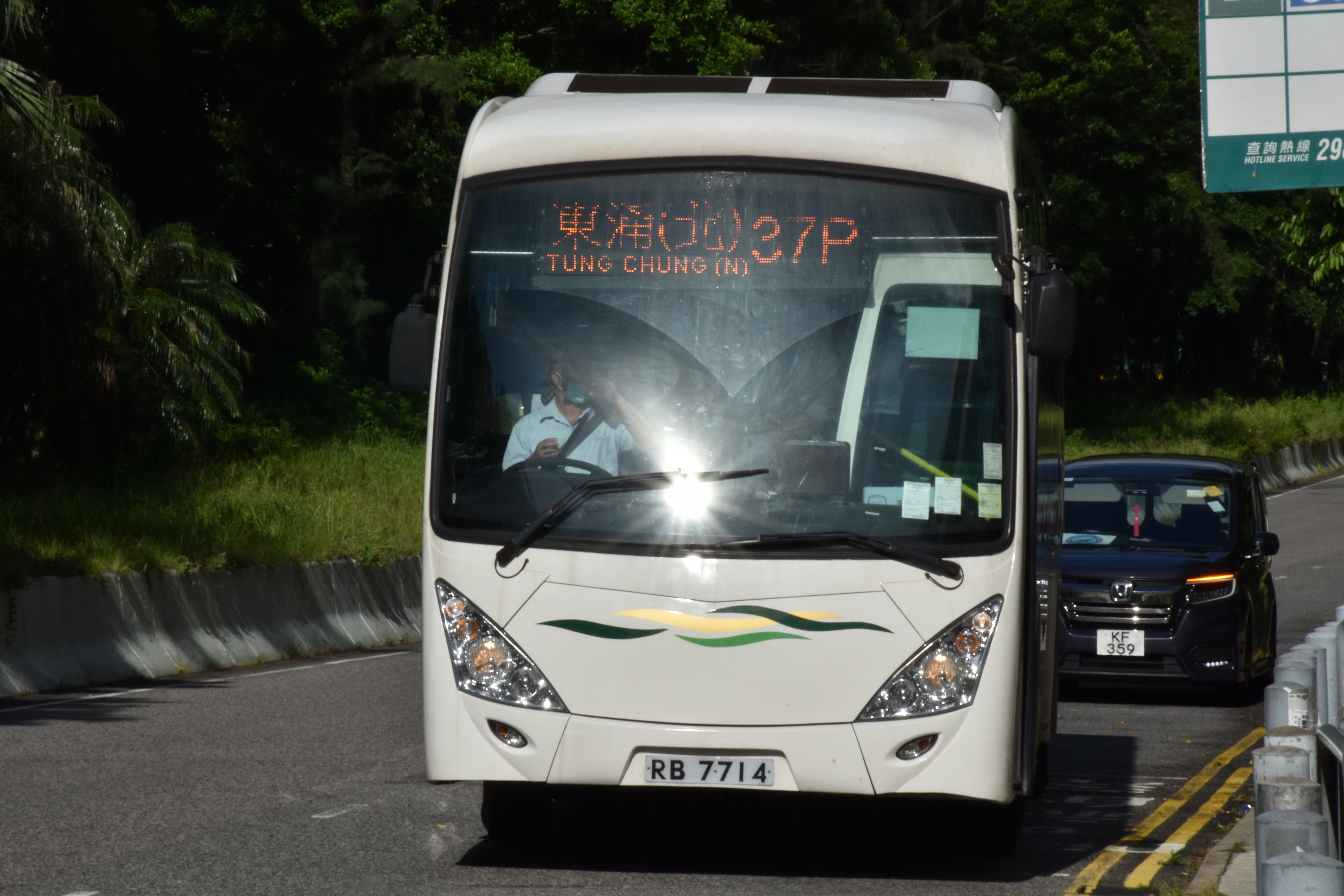
新大嶼山巴士37P線

新大嶼山巴士37線是香港北大嶼山東涌新市鎮一條來往迎東邨和逸東邨的巴士路線。
本線設有3條特別路線—37A、37P及37S。37A是由裕雅苑循環來往東涌站的巴士路線。 37P是單向由逸東邨（雍逸樓）往怡文中學或映灣園的巴士路線；37S則是單向由東涌發展碼頭往東涌站的巴士路線。

## 歷史
37線於1999年6月20日開始投入服務，當時為循環運作，填補原本龍運巴士S61線來往東涌市中心及東涌新碼頭的服務。後來，政府決定發展東涌北，為方便接載東涌北的地盤裝修工人，於2000年8月31日起延長至東涌北文東路。逸東邨於2001年春季入伙後，2001年3月15日起將總站遷至逸東邨（清逸樓）。而位於松逸街的港青基信書院及明愛華德中書院於2003年成立後，37線的早上和下午班次開始單向途經松逸街及松滿路，接載兩校師生及附近地盤工人，客量開始上升。
37A線於2002年9月2日開始投入服務，來往東涌市中心及東涌北映灣園（雖然地點相同，但就另有名稱），初期為循環運作，只在平日繁忙時間行走，於2003年6月1日起擴展至每天全日服務，角色出現錯配，一條路線足以應付需求，因此於2004年4月4日起，37及37A線合併，並取消循環運作。
但在合併後不久，東薈城完成擴展部份，當時東涌北部分屋苑和市中心有了行人天橋連接，居民或學生能夠以步行方式直達市中心。較遍遠的映灣園亦（現已設有行人天橋通往東薈城至昇薈）和居民巴士來往該處及港鐵站，而且基本上是人人均可免費乘搭（現時必須出示或以住戶證拍卡才能乘搭），37線班次又稀疏，導致除上下課時間外，其餘時間使用量極低。2006年11月19日開始，37線改為只在星期一至五的上課日上午及下午提供服務（2007年5月27日起恢復星期六的早上服務），派車亦改為以非低地台巴士為主；並於2006年11月27日起增設特快班次37P，提供逸東邨（雍逸樓）直達映灣園的巴士服務，只在上課日早上07:40至08:15開出，再於2008年新學年開始分拆成兩條校巴線，分別單向直達映灣園／藍天海岸，中途不停站，37線雍逸樓特別班次亦同時被取消。
至於深宵服務方面，由2003年6月2日凌晨起配合東涌北發展，N38加開3班由東涌市中心單向開往文東路的特別班次，不過由於東涌市中心和文東路有了行人天橋連接，加上深宵往文東路的需求稀少，因此客量偏低，特別班次於2005年10月1日起取消。
因應北大嶼山醫院於2013年分階段啟用，本線於2013年9月20日起重新擴展至全日服務，方便居民有另一較便宜的選擇，而無需乘搭城巴E21A線及龍運巴士E31線，10天後（2013年9月30日）延長服務時間至凌晨。
2013年11月2日，因使用率偏低，不再停靠順東路「東堤灣畔」站。 
2015年4月20日，東涌市中心總站及其出入口因物業發展工程而封閉，因此往映灣園方向改用東薈城地下之東涌港鐵站巴士總站。 
2015年10月10日，來回程於東涌港鐵站後，改為左轉達東路往順東路，並取消達東路東薈城（往逸東邨）及富東廣場（往映灣園）巴士站。
2016年9月24日，37S線開辦。
2017年2月16日，隨著東涌北的私人屋苑和迎東邨陸續入伙，該區人口開始急速增長，因此把東涌北總站遷往迎東邨，來回程加停迎東路「昇薈」巴士站，以及維持來回程繞經健東路巴士站（即原映灣園總站）的安排，而派車也愈來愈多是A91型雙門版單層巴士或A95型雙層巴士。
2018年8月25日，為配合渡輪加強服務，37S線增加至四班車。
2019年10月28日，37線之松逸街特別班次來回加設「滿東邨」站。
2020年2月12日，因應疫情引致乘客量下降，37及37S線暫停服務，受影響服務範圍由37H線取代。
2021年2月7日起，此線恢復行走，但因嚴重虧損，縮減至只於星期一至五上課日提供服務，其餘時段由37H取代；由迎東邨開出時間為06:40至08:05，由逸東邨開出時間為16:05及16:15，所有班次皆繞經松滿路及松逸街而不再繞經東涌發展碼頭。
2021年4月24日：37S削減至2班車。
2022年8月29日：37線
- 往逸東邨方向改經怡東路及東涌東交匯處，不經順東路及達東路；
- 增設早上由逸東邨開往迎東邨，不經東涌市中心之班次，開出時間為07:42、07:52及08:02。

2023年3月27日：37A線投入服務。
2023年10月30日：37A線尾班車時間延遲至08:30，其中08:00起開出之班次以東涌站為終點。

## 服務時間及班次
37
- 星期一至五上課日：
  - 迎東邨開：06:40、07:00、07:20、07:40、07:55、08:05
  - 逸東邨開：07:42、07:52、08:02、16:05、16:15

藍字班次不經松滿路、東涌市中心
星期六、日、公眾假期及學校假期不設服務
37A
- 星期一至五 
  - 裕雅苑開：07:00-08:00，10分鐘一班

星期六、日及公眾假期不設服務
37P
- 星期一至五上課日：
  - 逸東邨（雍逸樓）→ 映灣園：07:40-08:15，3-5分鐘一班
  - 逸東邨（雍逸樓）→ 怡文中學：07:35-08:00，3-5分鐘一班

星期六、日、公眾假期及學校假期不設服務
37S
- 東涌發展碼頭開：
  - 星期六、日及公眾假期：15:50、16:30

星期一至五不設服務

## 收費
全程：$3.9
| - 12歲以下小童及65歲或以上長者乘搭本線可獲半價優惠。 - 65歲或以上長者以八達通（包括「樂悠咭」）乘搭本線亦可享有車資折扣，應繳車費如上方所示，或可向車長查詢。 - 持有當日有效「大嶼通」或「大澳通」乘車證之乘客，上車時向車長出示有效乘車證，可乘搭本線。 - 65歲或以上長者使用長者或個人八達通（包括「樂悠咭」）繳付車資，均可享有每程$2.0或長者優惠車費（以較低者為準）的票價優惠；12歲以下合資格殘疾兒童使用「殘疾人士身份」個人八達通繳付車資，均可享有每程$2.0或半價（以較低者為準）的票價優惠；12至64歲合資格殘疾人士使用「殘疾人士身份」個人八達通，以及60至64歲香港居民使用「樂悠咭」繳付車資，均可享有每程$2.0或全費（以較低者為準）的票價優惠。 - 乘客可以現金或八達通於上車時付款，不設找續。 - 每位成人乘客可免費攜帶最多兩名4歲以下而不佔座位的兒童乘客乘車，超額之4歲以下小童必須繳付小童車費乘車。 - 新大嶼山巴士全職員工及家屬（不包括外判職員）可免費乘搭本路線，惟必須出示職員證或家屬證。 - 乘客亦可使用AlipayHK「易乘碼」、支付寶及WeChatHK／微信支付「搭車碼」繳付車資。乘客使用此支付方式，將不能享有與其他嶼巴路線之轉乘優惠、「公共交通費用補貼計劃」及「長者及合資格殘疾人士公共交通票價優惠計劃」；而使用WeChatHK／微信支付「搭車碼」亦不能享有小童／長者半價優惠。 |

### 八達通轉乘優惠
- 37←→E11、E11A、E21、E22、E22A、E23、E23A、E32、E33、E33P、E36、E36P、E36S、E37、E41、E42
由37線於上車後90分鐘內轉乘上述路線，或於150分鐘內由上述路線轉乘37線，次程可獲$1優惠。
（小童／長者八達通使用者則減$0.5）

- 37/37P←→港鐵東涌綫
由37或37P線於上車後1小時內轉乘港鐵，或於港鐵東涌站出閘後1小時內轉乘37線，次程可獲$1優惠。
（此優惠只適用於成人八達通（不包括「學生／殘疾人士身分」個人八達通）使用者）

## 使用車輛
現時本線使用猛獅NL273、猛獅A91、猛獅A95、青年JNP6122G行走。

## 行車路線
37
- 迎東邨開經：迎東路、文東路、健東路、文東路、惠東路、東涌海濱路、順東路、達東路、順東路、裕東路、松滿路、松逸街、松滿路、裕東路、松仁路及逸東街。
- 逸東邨開經：逸東街、松仁路、裕東路、松滿路、松逸街、松滿路、裕東路、順東路、達東路、順東路、東涌海濱路、惠東路、文東路、健東路、文東路及迎東路。

37A
- 經：怡東路、東涌東交匯處、裕東路、順東路、達東路、東涌站巴士總站、達東路、順東路、裕東路、東涌東交匯處、怡東路、迴旋處及怡東路。

37P
- 經：裕東路、東涌東交匯處、怡東路、迎禧路及文東路。

37S
- 經：東涌海濱路、順東路及達東路。

### 沿線車站
37(S)
| 逸東邨開 | 逸東邨開             | 逸東邨開           | 迎東邨開 | 迎東邨開             | 迎東邨開           |
| 序號     | 車站名稱             | 位置               | 序號     | 車站名稱             | 位置               |
| -------- | -------------------- | ------------------ | -------- | -------------------- | ------------------ |
| 1        | 逸東邨               | 逸東邨公共交通總站 | 1        | 迎東邨               | 迎東邨巴士總站     |
| 2        | 北大嶼山醫院（南行） | 松仁路             | 2        | 昇薈（南行）         | 迎東路             |
| 3*       | 滿東邨               | 裕東路             | 3        | 健東路               | 健東路             |
| 4*       | 松逸街               | 松逸街             | 4        | 映灣園2期            | 文東路             |
| 5*       | 松滿路               | 松滿路             | 5        | 怡東路               | 文東路             |
| 6*       | 逸東邨福逸樓         | 裕東路             | 6        | 怡文中學             | 文東路             |
| 7*       | 逸東邨康逸樓         | 裕東路             | 7        | 海堤灣畔             | 惠東路             |
| 8*       | 東涌消防局           | 順東路             | #        | 東涌發展碼頭         | 東涌海濱路         |
| 9*       | 東涌纜車站           | 達東路             | #        | 東涌纜車站           | 達東路             |
| 10*      | 東涌站               | 東涌站巴士總站     | #        | 東涌站               | 東涌站巴士總站     |
| 11       | 海堤灣畔             | 惠東路             | 8        | 滿東邨               | 裕東路             |
| 12       | 藍天海岸             | 文東路             | 9        | 松逸街               | 松逸街             |
| 13       | 映灣園3期            | 文東路             | 10       | 松滿路               | 松滿路             |
| 14       | 映灣園2期            | 文東路             | 11       | 逸東邨福逸樓         | 裕東路             |
| 15       | 健東路               | 健東路             | 12       | 逸東邨雍逸樓         | 裕東路             |
| 16       | 昇薈（北行）         | 迎東路             | 13       | 北大嶼山醫院（北行） | 松仁路             |
| 17       | 迎東邨               | 迎東邨巴士總站     | 14       | 逸東邨居逸樓         | 逸東街             |
|          |                      |                    | 15       | 逸東邨               | 逸東邨公共交通總站 |

- 註：

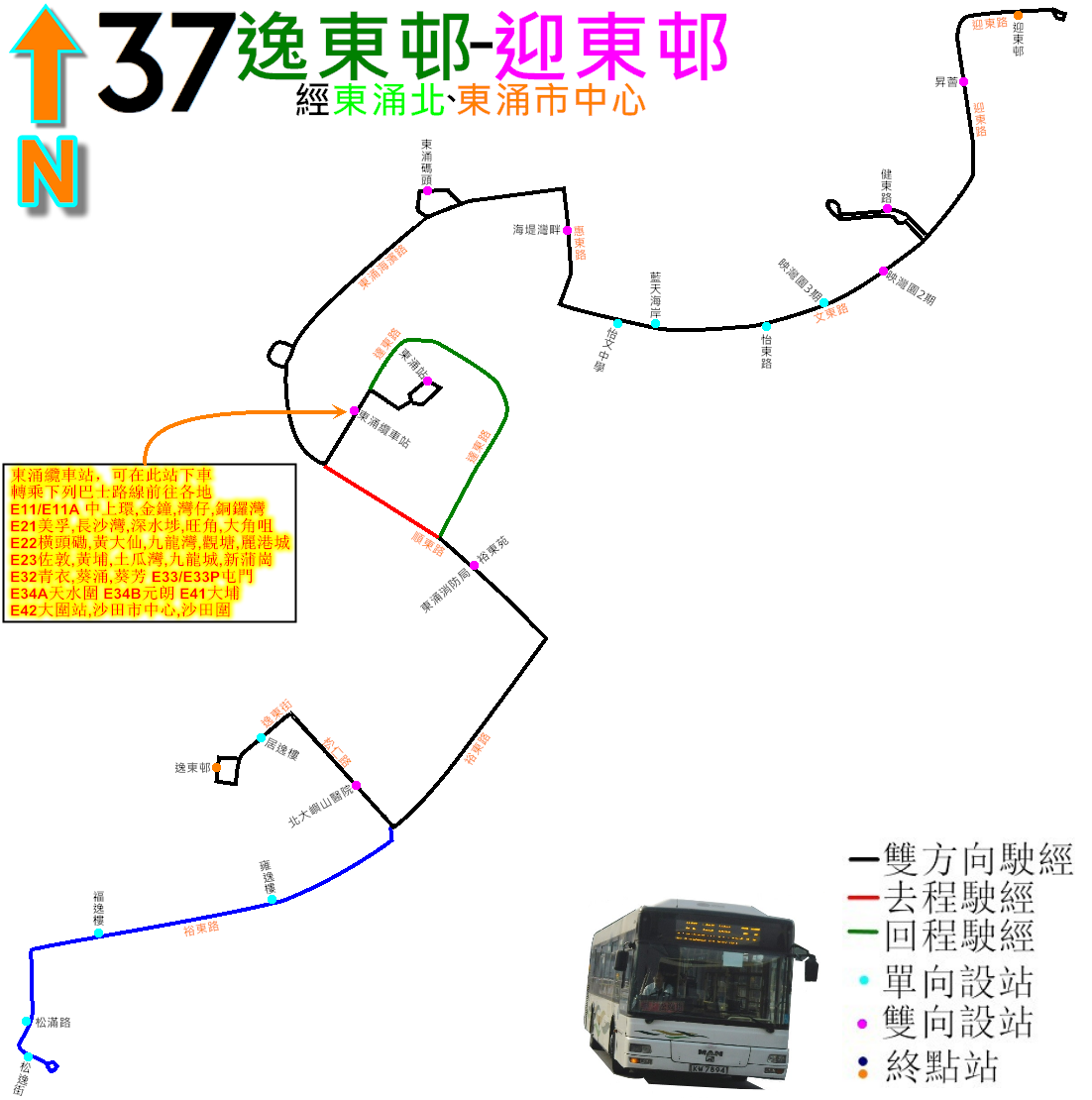
37線的走線圖，當中藍線表示只有松逸街的班次才會繞經

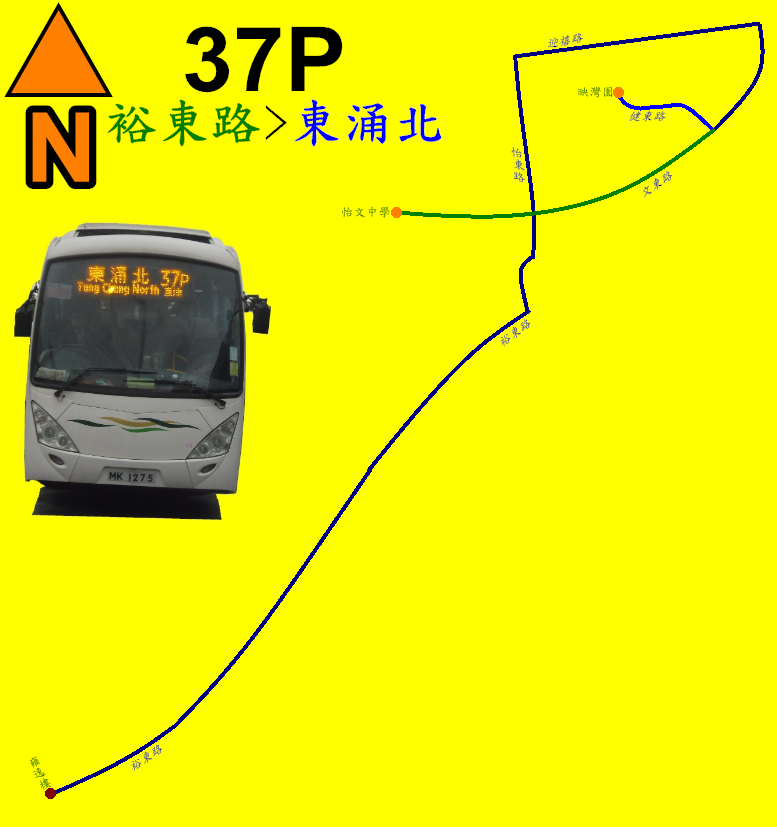
37P線的走線圖，末端目的地分別是怡文中學(綠)及可譽中學(藍)

1. 37線不經東涌市中心之班次，不停有 * 號之車站
2. 37S線停靠有 # 號之車站

37A
| 裕雅苑開 | 裕雅苑開   | 裕雅苑開       |
| 序號     | 車站名稱   | 位置           |
| -------- | ---------- | -------------- |
| 1        | 裕雅苑     | 怡東路         |
| 2        | 裕雅商場   | 怡東路         |
| 3        | 東涌消防局 | 順東路         |
| 4        | 東涌站     | 東涌站巴士總站 |
| 5        | 裕東苑     | 順東路         |
| 6        | 裕雅苑     | 怡東路         |

37P
| 往怡文中學班次 | 往怡文中學班次 | 往怡文中學班次 | 往映灣園班次 | 往映灣園班次 | 往映灣園班次 |
| 序號           | 車站名稱       | 位置           | 序號         | 車站名稱     | 位置         |
| -------------- | -------------- | -------------- | ------------ | ------------ | ------------ |
| 1              | 逸東邨雍逸樓   | 裕東路         | 1            | 逸東邨雍逸樓 | 裕東路       |
| 2              | 怡文中學       | 文東路         | 2            | 映灣園       | 健東路       |

## 客量
37
本線及37H線需繞經達東路，使部分由東涌北前往東涌西的乘客選用較昂貴但更快捷的龍運巴士E36A線，導致本線及37H線整體客量偏低，但因此路線的班次較該路線穩定，仍可吸引一些學生及居民乘搭，使上課日班次出現頂閘。
2018年11月19日，嶼巴主席黃良柏在離島區議會交通及運輸委員會表示，本線於2017-2018年財政年度虧損達1,000萬元。
37S
由於東涌站及東涌發展碼頭之間只需步行10分鐘，加上部份班次未能與渡輪班次配合，使本線經常吉車遊街。

## 外部連結
- 嶼巴37線－新大嶼山巴士 （页面存档备份，存于）
- 嶼巴37P線－新大嶼山巴士 （页面存档备份，存于）
- 嶼巴37S線－新大嶼山巴士 （页面存档备份，存于）
- NLB Air-conditioned Route 嶼巴空調路線 - 37 （页面存档备份，存于）
- NLB Air-conditioned Route 嶼巴空調路線 - 37P （页面存档备份，存于）